# ビーチャム＝シャープの悲劇

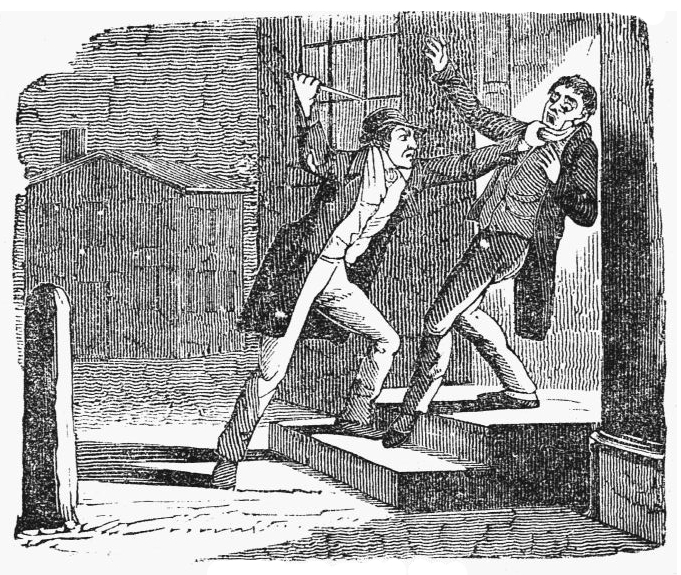
ジェレボーム・O・ビーチャムがソロモン・P・シャープを殺すところ

ビーチャム＝シャープの悲劇（英: Beauchamp–Sharp Tragedy、またはケンタッキーの悲劇）は、1825年にアメリカ合衆国ケンタッキー州で起こった殺人事件である。ジェレボーム・O・ビーチャム（Jereboam O. Beauchamp [dʒɛrəˈboʊ.əm ˈoʊ ˈbiːtʃəm]）は若い弁護士として、ケンタッキー州議会議員のソロモン・P・シャープを崇拝する者だったが、シャープは農園主の娘であるアンナ・クックとの間に非嫡出子をもうけたと申し立てされた[a]。シャープはその死産児の父であることを否定した。後にビーチャムはクックと関係を持つようになり、クックはその名誉を守るためにビーチャムがシャープを殺すという条件で、ビーチャムとの結婚に合意した。ビーチャムとクックは1824年6月に結婚し、1825年11月7日早朝、フランクフォートにあったシャープの自宅で、ビーチャムがシャープを殺害した。
捜査によって間もなくビーチャムが殺人者であることが分かり、事件から4日後にグラスゴーのビーチャムの自宅で逮捕された。裁判に掛けられて有罪となり、絞首刑を宣告された。ビーチャムはその行動の正当性について著述するために死刑の延期を認められた。アンナ・クックは殺人の共同謀議で裁判に掛けられたが、証拠不十分で無罪となった。アンナはビーチャムを献身的に愛していたので、独房でもビーチャムと共に過ごすこととなり、処刑の少し前にアヘンチンキを飲んで心中を試みた。しかしこれは失敗した。処刑の日の朝、二人は再度自殺を試みた。このときはアンナが独房の中に持ち込んだナイフで刺すという手段だった。心中を図った二人を見つけた守衛は、ビーチャムが刺し傷で絶命してまわないよう大急ぎでビーチャムを絞首台へと運び、絞首刑を執行した。ケンタッキー州では法によって処刑された最初の者となった。アンナ・クックは夫が処刑される直ぐ前に刺し傷で死んだ。二人の遺志に従い、同じ棺桶で埋められるときに互いを抱擁するように遺骸が納められた。
ビーチャムがシャープを殺害した主要な動機は妻の名誉を守るためだったが、シャープの政敵が犯罪を唆したという疑いが挙がってきた。シャープは、ケンタッキー州における旧裁判所・新裁判所論争のときに、新裁判所派の指導者だった。少なくとも1人の旧裁判所派が、シャープは、子供が混血であり、家族の奴隷の息子であると主張することで、クックの息子の父親であることを否定したと言っていた。シャープがそのような主張をしたかどうかも検証されていない。新裁判所派は、この申し立てがビーチャムの怒りを掻き立てるように仕組まれ、殺人に駆り立てたと主張した。ビーチャム＝シャープの悲劇は、エドガー・アラン・ポーの未完の書『ポリティアン』や、ロバート・ペン・ウォーレンの『ワールド・イナフ・アンド・タイム』（1950年）など多くの文学作品に使われることになった。

## 背景
ジェレボーム・O・ビーチャムは1802年にケンタッキー州バーレン郡で生まれた。ベンジャミン・サーストン博士の学校で教育を受け、18歳の時に法律を学ぶ決心をした。グラスゴーやボーリンググリーンで法律実務を行う弁護士達を観察する中で、ソロモン・P・シャープの能力に特に感銘を受けた。シャープはケンタッキー州議会に2度選出され、アメリカ合衆国下院議員も2期務めていた。1820年、農園主の娘アンナ・クックが、シャープは死産になった子供の父であると主張したときに、ビーチャムはシャープに対する幻想から覚めた。シャープは父であることを否定し、世論もシャープに味方した。恥をかいたクックはボーリンググリーン郊外の母のプランテーションで世捨て人になった。

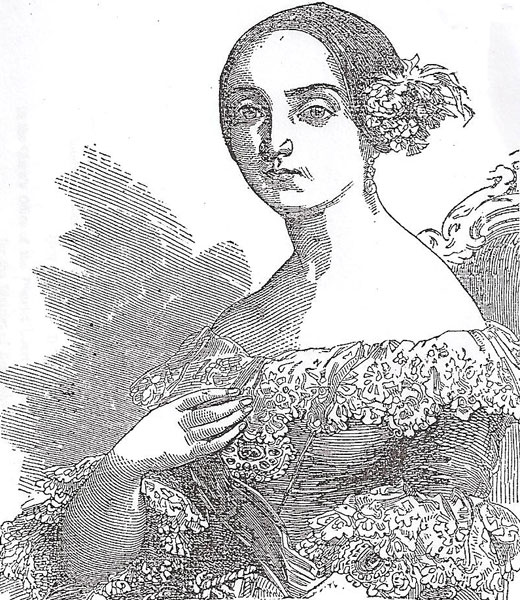
アンナ・クックは、ソロモン・シャープが非嫡出子の父であると主張した

ビーチャムの父はクックの領地から1マイル (1.6 km) 離れた所に住んでおり、ビーチャムはアンナに会いたいと考えた。ビーチャムはアンナの蔵書から本を借りることにこと寄せて何度も訪問するうちに、アンナの信頼を得た。1821年夏までに二人は友人となり、交際を始めた。ビーチャムは18歳であり、アンナは少なくとも34歳にはなっていた。この交際が深まると、アンナはビーチャムに、二人が結婚できる前に、ビーチャムがソロモン・シャープを殺さねばならなくなると伝えた。ビーチャムは彼女の要請に同意し、シャープを殺害する望みを表明した。
当時好まれた名誉の殺人の方法は決闘だった。アンナが、シャープは決闘に応じるはずがないと警告したにも拘わらず、ビーチャムは支持者を得るためにフランクフォート市に行った。シャープは州知事ジョン・アデアから州の検事総長に指名されたばかりだった。その会見に関するビーチャムの証言では、シャープを脅して辱め、シャープが命乞いをし、シャープが決闘に応じるまで毎日ビーチャムがシャープを馬の鞭で叩くと約束したと述べていた。ビーチャムは2日間フランクフォート市に留まって決闘を待った。しかしシャープが町を離れたことが分かり、ボーリンググリーンに向かったと聞かされた。ビーチャムは馬でボーリンググリーンに向かったが、シャープはそこに居らず、予定もないことがわかっただけだった。シャープはビーチャムの最初の試みから救われた。
アンナは自分でシャープを殺す決心をした。シャープが仕事でボウリンググリーンに来た次の機会に、ビーチャムの行動を非難し、彼との接触を全て止めたという手紙をシャープに送った。アンナはシャープが町を離れる前にプランテーションの彼女を訪ねてくれるよう依頼した。シャープはこれが罠ではないかと疑ったので、手紙を持ってきた配達人を問い質した。シャープは指定された時刻に彼女を訪ねるつもりだと回答した。ビーチャムとアンナはその訪問を待っていたが、シャープは来なかった。状況を調べるためにビーチャムが馬でボーリンググリーンに向かうと、シャープは2日前にフランクフォートに向けて出発しており、仕事もやりかけたままだった。ビーチャムは、シャープが仕事を仕上げるためにボーリンググリーンに戻ってくるはずだと考えた。ビーチャムはシャープの戻りを待つことに決め、市内で法律事務所を開いた。1822年から1823年、ビーチャムは法律実務を行いながらシャープの帰りを待っていたが、シャープは来なかった。
ビーチャムはアンナが課した義務を果たしていなかったが、二人は1824年6月半ばに結婚した。ビーチャムは即座にシャープを殺すための次の案を作った。ビーチャムはシャープに手紙を送り始めた。それぞれが異なる郵便局から発送され、偽名が記されていた。内容は土地の権利問題解決の援助を求め、シャープがいつグリーン川の地域に来るつもりかを尋ねていた。シャープは遂に1825年6月にビーチャムの最後の手紙に答えたが、到着日は明かしていなかった。

## 殺人

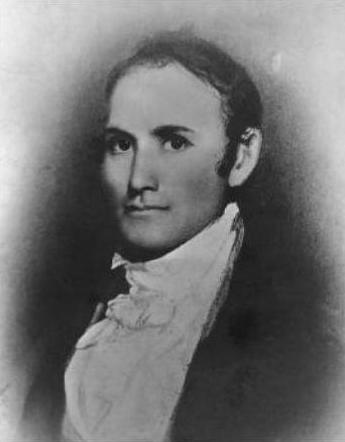
ソロモン・P・シャープ、悲劇の被害者

シャープはアデア州知事の政権で検事総長として務めながら、旧裁判所・新裁判所論争に関わるようになっていた。この論争は主に、1819年恐慌の後で財政上の重荷から救済を求めた債務者（新裁判所派、あるいは救済派）と、返済義務が果たされるべきとする債権者（旧裁判所派、反救済派）との間のものだった。生まれの卑しいシャープは新裁判所派だった。1825年までに、新裁判所派の力が落ちていった。シャープは党派の影響力を上げるために、1825年に検事総長を辞任して、州下院議員選挙に出馬した。その対抗馬は旧裁判所派の熱烈な支持者ジョン・クリッテンデンだった。
選挙運動の期間中、旧裁判所派支持者は再度シャープがアンナ・クックを誘惑し、捨てた問題を取り上げた。旧裁判所派支持者のジョン・アップショー・ウォーリングは、シャープがアンナの子供の父だったことを告発するだけでなく、生まれた子が混血だったのでクック家の奴隷の子供であるという根拠で、シャープが子供の父であることを否定したとも書いたチラシを印刷した。シャープがそのような主張をしたかどうかは分かっていない。このような申し立てが出たにも拘わらず、シャープは当選した。
シャープが上のような主張をしたという話はまもなくジェレボーム・ビーチャムのもとにも届き、ビーチャムはシャープを殺すという決心を新たにした。ビーチャムは決闘でシャープに栄誉ある死を与えるという考えを捨てた。その代わりにシャープを殺して、その容疑をその政敵に向けさせることにした。その陰謀に付け加えるために、州議会が開会される前夜に殺人を行うことにした。
ビーチャムは仕事でフランクフォートまで馬に乗って向かい、11月6日に到着した。しかし土地の宿屋で部屋が取れずに、州立刑務所長であるジョエル・スコットの私宅で部屋を借りた。深夜を過ぎたいずれかの時点で、スコットはビーチャムの部屋から騒いでいる声を聞いた。スコットが調べてみると、ドアの掛けがねが開いたままとなっており、部屋には誰も居なかった。ビーチャムは変装し、その衣類はケンタッキー川近くに埋め、シャープの家に向かった。シャープは家に居なかったが、間もなく土地のホテルで見つけた。ビーチャムはシャープの家に戻り、その近くに隠れてシャープの戻りを待った。シャープは真夜中頃に家に帰ってきたのが観察された。
ビーチャムは1825年11月7日朝2時頃にその家に近付いていった。その「自白」に拠れば、遭遇の様子は次のようなものだった。
私はマスクを付け、短刀を抜いてドアに進んだ。3回大きくせわしくノックすると、シャープ大佐が「そこにいるのは誰だね」と尋ねた。「コビントンだ」と私は答えた。即座にシャープがドアに近付いてくる足音が聞こえた。ドア下の隙間からは彼が灯りを付けずに近付いてくるのが分かった。私がマスクを引きあげたそのときに、シャープ大佐がドアを開けた。私は部屋の中に進んで左手で彼の右手首を掴んだ。彼は激しく捕まえられたことで飛び退り、その手首を外そうとして「これはどのコビントンだ」と言った。私はジョン・A・コビントンだと答えた。「私はお前を知らない」とシャープ大佐は言って、「ジョン・W・コビントンなら知っている」と続けた。シャープ夫人が間仕切りドアに現れて、また消えた。彼女が消えたことを確認した私は説得する口調で「灯りの下においで下さい、大佐、貴方は私が分かることだろう」と言い、彼の腕を掴んで引っ張ると、直ぐにドアの所まで来たが、この時も私の左手で彼の手首を握っていた。私は帽子を脱ぎ、額からハンカチを外して、彼の顔をまともに見た。私の長く密生しカールした髪を見て、彼は私が想像したよりも早く私を認知した。彼は飛び退って恐怖と絶望の混じった声で「何としたことだ、彼ではないか」と叫び、そう言いながら膝から崩れ折れた。私は彼の手首を話し、喉を掴んで彼をドアに押しつけ、その面前で「悪党よ、死ね」と呟いた。わたしはそう言いながら短刀を彼の心臓に突き刺した。—Jereboam Beauchamp、Confession of Jereboam O. Beauchamp
傷はシャープの大動脈に達し、ほとんど即死だった。シャープの妻エリザは家の階段の上から全場面を目撃したが、ビーチャムは人物を同定されたり捕まえられたりする前に逃亡した。着替えを埋めた場所に戻ると、変装を脱ぎ、岩に縛り付けてケンタッキー川に沈めた。通常の服を着たビーチャムはスコットの家の部屋に戻り、翌朝までそこにいた。

## 逮捕
ケンタッキー州議会は殺人事件のことを知ると、シャープの殺人者の逮捕と説得に協力した者に3,000ドルの賞金を出す権限を州知事に与えた。フランクフォート市の理事会がさらに賞金を1,000ドル追加し、シャープの友人達も2,000ドルを集めた。殺人容疑は3人に向けられた。すなわち、ビーチャム、ウォーリング、パトリック・H・ダービーだった。1824年の州議会選挙でシャープが立候補したとき、ダービーは、もしシャープが当選すれば「その議席に着くことはなく、死人としてなら付けるだろう」と述べていた。ウォーリングも同様な脅しを掛けており、既に6人を刺したと豪語していた。
ウォーリング逮捕のために令状が請求されたが、ウォーリングはシャープの死の前日に腰を撃たれており、動けなかったことが分かった。ダービーは自分が疑われていることが分かると、独自の殺人事件捜査を始めた。シンプソン郡に行ってジョン・F・ロー大尉と会い、ビーチャムが暗殺のための詳細な計画を語っていたことを教えられた。ローはさらにビーチャムに不利な証言を含む手紙をダービーに与えた 。
殺人から1日経った夜、ビーチャムはブルームフィールドの親戚宅に滞在した。翌日、バーズタウンに移動してその夜を過ごした。11月9日の夜はボーリンググリーンの義兄弟のところに泊まり、11月10日にグラスゴーの自宅に戻った。ビーチャムとアンナはミズーリ州に逃亡する計画を立てていたが、夜になる前にフランクフォートから捜索隊が来て彼を逮捕した。
ビーチャムはフランクフォートに連れて行かれ、予審を受けたが、州検事総長のチャールズ・S・ビッブは、まだ彼を拘束できるに足る証拠が集まっていないと語った。ビーチャムは釈放されたが、裁判所が捜査を完了するまで10日間フランクフォートに留まることに合意した。この間にビーチャムはジョン・クリッテンデンとジョージ・M・ビッブに宛てて手紙を書き、事件に関する法的な支援を求めた。どちらの手紙にも返事は無かった。一方、ビーチャムの叔父で州上院議員をしていた者が、元アメリカ合衆国上院議員ジョン・ポープを含む弁護団を集めた。
捜査の間、ビーチャム逮捕の際に取り上げたナイフと、シャープの体の傷口とを照合する試みが行われたが無駄だった。さらにシャープの家近くに残された足跡とビーチャムのものの照合も行われたが、同様に成功しなかった。ビーチャムを逮捕した捜索隊は犯行現場から血塗られたハンカチを持ってきていたが、逮捕後フランクフォート市に戻る途中で失くしていた。検察が提出した最良の証拠は、シャープの妻エリザの証言であり、彼女は殺人者の声を聞いており、それが明らかに甲高いものだったと言っていた。エリザはビーチャムの声を聞く機会を与えられ、それが殺人者の声だと同定した。
パトリック・H・ダービーは尋問されたときに、1824年にビーチャムがシャープを詳細不明の容疑で告発するためにダービーの援助を求めたと証言した。それに続く対話の中で、ビーチャムは、シャープがアンナ・クックとその子供を捨てたことに関する話を語り、いつか彼を殺すこと、フランクフォートに来なければならない場合でも、通りで彼を撃ち倒すと誓ったと証言した。エリザ・シャープとパトリック・H・ダービーの証言を合わせることで、ビーチャムの裁判を維持できると市の判事達を説得するには十分ということであり、そのための次の巡回裁判所の開廷期は1826年3月に始まった。

## 裁判
ビーチャムは起訴され、裁判は1826年3月8日に始まった。無罪を主張したが、裁判の間に証言することはなかった。ロー大尉が呼ばれ、ビーチャムがシャープを殺す恐れについてパトリック・ダービーに話した内容を繰り返した。さらにビーチャムは殺人の後で赤旗を振りながら家に戻ってきており、それは「勝利を得た」と宣言していたものだと証言した。また殺人に関するビーチャムの手紙を証拠として提出した。この手紙では、ビーチャムが無罪を主張していたが、ローに対してビーチャムの敵が彼を罠にはめようとしており、彼のために証言することを求めると告げていた。この手紙はローが証人として呼ばれた場合に言及する幾つかのポイントを示しており、その幾らかは真実だが、幾らかそうではなかった。

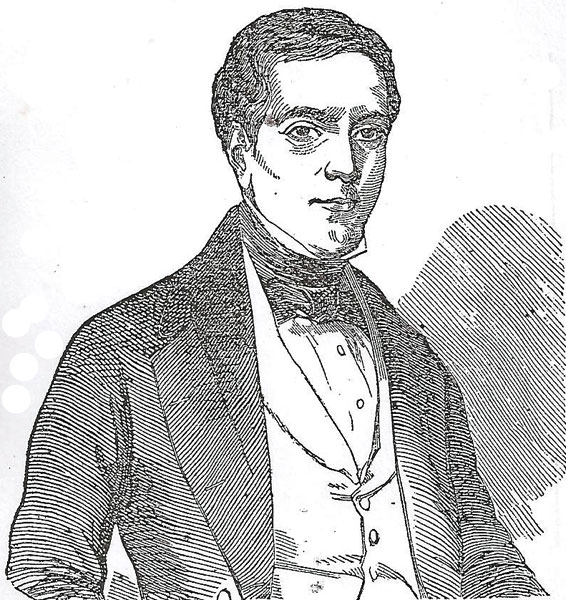
ジェレボーム・O・ビーチャム、殺人罪で有罪となった

エリザ・シャープは、殺人者の声がビーチャムのものだという主張を繰り返した。殺人の夜にビーチャムを泊めた刑務所長ジョエル・スコットは、その夜ビーチャムが外出する音を聞いており、夜遅くに戻って来たと証言した。また翌朝殺人のことを告げられると、異常に質問をしてきたとも証言した。最も多い証言はダービーのものであり、1824年にビーチャムと会った時のことから話した。ダービーに拠れば、シャープはビーチャムとアンナが彼を放っておいてくれるならば、2人に1,000ドル、奴隷の少女1人、200エーカー (0.81 km2) の土地を提供すると、ビーチャムが言っていた。シャープは後にその申し出を守らなかった。
殺人者はジョン・A・コビントンを名乗ったという証言が幾つかあった。かれらは、シャープもビーチャムもジョン・W・コビントンと知り合いであり、ビーチャムはジョン・A・コビントンと言い間違えることが多かったと語った。別の証人は、ビーチャムがシャープに対して行った脅しについて聞いたと証言した。
ビーチャムの弁護団は、パトリック・ダービーの旧裁判所派との関わりを強調し、殺人は政治的な動機によるということで、その信用を損なおうとした。ビーチャムとシャープの間には敵対関係が無かったと知っている証人も出し、またダービーとビーチャムの1824年の会合が本当にあったことか疑問を提出した。
最終弁論のとき、被告の弁護人ジョン・ポープはダービーを信頼できないものとしようとした。ダービーはポープの共同弁護人を杖で襲うという反応をした。裁判は13日間続き、殺人の凶器など物的証拠が何も無いにも拘わらず、陪審員は5月19日に僅か1時間協議しただけで、有罪の判断を回答した。ビーチャムは1826年6月16日に絞首で処刑すると宣告された。
この裁判の間、アンナ・ビーチャムはジョン・ウォーリングに夫のために助けてくれるよう訴えた。ジョン・ローが偽証したとして注目を集めさせるようにし、夫のために証言した。どちらの訴えも否定された。5月20日、アンナは2人の治安判事から殺人幇助の容疑で尋問されたが、証拠不十分で無罪とされた。アンナは請願してビーチャムと同じ独房に留まる事を認められた。
ポープが判決を覆す要請を行ったが、それも否定された。しかし判事は、ビーチャムがその行動について正当化する文書を作成するために、7月7日まで死刑執行を猶予することは認めた。ビーチャムはその文書の中で、アンナの名誉を守るためにシャープを殺したと記した。ビーチャムはその処刑の前に文書が出版されることを期待していたが、それは名誉毀損の告発を含んでおり、検察の証人が偽証を行い、彼を有罪にするために賄賂を贈っていたというものだったので、出版が遅らされた。

## 処刑
ビーチャムは看守に賄賂を贈って逃亡させて貰おうとしたとして告発されたが、これは成立しなかった。その逃亡を助けて貰うためにビーチャム上院議員に手紙を届けようともした。さらに処刑の執行猶予を得ようとしてジョセフ・デシェイ知事に最後の請願を行ったが、7月5日に否決された。その日遅く、アヘンチンキを大量に飲んで心中を試みたが、二人とも生き残った。

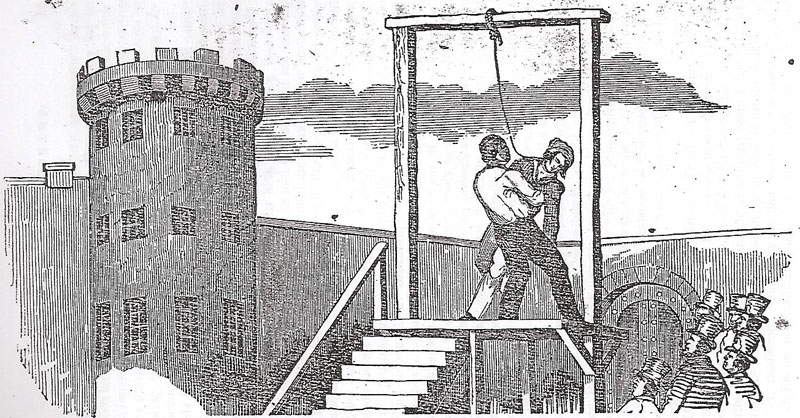
ビーチャムはシャープ殺害で処刑された、1826年7月7日

ビーチャムの処刑が予定されていた7月7日朝、アンナは看守に着替える間に目を離してくれるよう依頼した。アンナは再度アヘンチンキを大量に飲もうとしたが、飲み干せなかった。彼女は独房にナイフを持ち込んでおり、それを互いに突き刺すことで心中を試みた。二人が発見されたとき、アンナは看守の家に連れて行かれて、医者の治療を受けた。
ビーチャムはその傷で弱っていたので、荷車に載せられて処刑台に連れて行かれ、出血で死ぬ前に絞首された。処刑される前に妻に会いたいと主張したが、医者が彼女は重傷ではなく快復すると伝えた。ビーチャムは妻に会うことを許されないのは残酷だと抗議し、看守が彼を彼女の所は連れて行くことに同意した。ビーチャムは妻の所に行って、医者が嘘を言っていたことが分かって怒った。アンナはとても弱っており、話すこともできなかった。ビーチャムはアンナの脈が感じられなくなるまで彼女の所に留まっていた。ビーチャムは命の無いアンナの唇に接吻し、「貴女のために私は生きた。貴女のために私は死ぬ」と叫んだ。
ビーチャムは処刑台に向かう途中で、集まった観衆の中にいたパトリック・ダービーに会うことを求めた。ビーチャムは微笑んで、その手を差し出したが、ダービーはそれを身振りで拒絶した。ビーチャムはダービーが殺人に関与したことを公に否定したが、1824年の会合については嘘を言っていたと非難していた。ダービーは偽証の告発を否定し、告発を撤回することを期待してそれについてビーチャムと議論しようとしたが、荷車の御者が処刑台への進行を続けるよう囚人に命令した。
ビーチャムは処刑台で、集まった牧師に、7月6日に救済を経験したと保証した。立っていることもできないほど弱っており、締め縄が首に巻き付けられる間も、2人の男に支えられていた。ビーチャムの要請で第22連隊の軍楽隊が「ボナパルトのモスクワからの撤退」を演奏し、5,000人の観衆がその処刑を見に来ていた。ケンタッキー州の歴史では初の法による絞首刑だった。ビーチャムの父が息子と義理の娘の遺骸の埋葬許可を求めた。2人の遺骸は彼らの要望に従って、1つの棺桶に抱き合って納められた。ケンタッキー州ブルームフィールドのメイプルグローブ墓地に埋葬された。二人の墓石には、アンナ・ビーチャムが書いた詩が彫られている。

## その後の経過
ビーチャムの告白は1826年に出版された。同年『アン・クックの手紙』も出版されたが、その著者に付いては現在も議論されている。J・G・ダナとR・S・トマスも、ビーチャムの裁判について、編集された記録を出版した。翌年、シャープの兄弟であるレアンダー・シャープ博士が、ビーチャムの告白で行われた告発からシャープを弁護するために、『故ソロモン・O・シャープ大佐の性格の正当性』を書いた。パトリック・ダービーは、この作品が出版されれば、シャープ博士を訴えると脅した。ジョン・ウォーリングはシャープ博士がそれを出版すれば、命が危うくなると脅した。この作品の写しは全てフランクフォートのシャープの家に残され、多くの年月が経って改修されるときに見つかった。
シャープの殺害については多くの者が名誉を守る殺人と見なしたが、新裁判所派はビーチャムが旧裁判所派、特にパトリック・ダービーによる暴力に煽り立てられていたと非難した。シャープは1826年の下院議長選挙では少数党の候補者だったと考えられている。ビーチャムにシャープを殺させるよう仕向けることで、旧裁判所派は政敵を排除できた。シャープの未亡人エリザはこの考え方を信じているように見えた。1826年、エリザの書いた「西アメリカの新裁判所アーガス」に載せた手紙で、ダービーのことを「私の心が地球上で最も愛したものを奪った恥ずべき殺人の主要な扇動者」と呼んでいた。
旧裁判所派の中には、デシェイ知事がビーチャムにその告白の中で、ダービーと旧裁判所派の事務官であるアキレス・スニードを犯罪に関与させるようにすれば、恩赦を与えると言った、と主張する者がいた。ビーチャムの処刑の直前に、彼が「昔から新裁判所派であり、旧裁判所派の者を死なせる」と言ったと言われている。ビーチャムは断固として旧裁判所派とされており、その主張は少なくとも新裁判所派の権限と共謀して、その恩赦を確保しよう考えたことを示唆している。そのような取引がビーチャムの「告白」の1バージョンで明らかに述べられている。最終的に新裁判所派に裏切られることを恐れてその取引を拒絶し、投獄され、その行動の「騎士道的」動機を奪われることになった。
ダービーは殺人への関与を否定し、フランシス・P・ブレアやエイモス・ケンドールなど新裁判所派がダービーを誹謗しようとしていると主張していた。またエリザ・シャープの「西アメリカの新裁判所アーガス」に送った手紙は、ケンドールなど新聞編集者の新裁判所支持者が書いたと反論した。両者の間の主張と反論は、1826年に「新裁判所アーガス」に掲載された手紙で、新裁判所支持者は旧裁判所はを非難するためにシャープの殺人を唆したのであり、彼らに汚点を付けたというものまで現れた。
ダービーは結局、ケンドールとエリザ・シャープ、さらにビーチャム上院議員やシャープの兄弟レアンダーに対して名誉棄損で訴訟に訴えた。審理の遅れや裁判開催場所の変更で、そのどれもが本格的な裁判にまで進まなかった。1829年12月、ダービーが死んだ。

## 大衆文化の中で
ビーチャム＝シャープの悲劇は、エドガー・アラン・ポーの未完の戯曲『ポリティアン』や、ロバート・ペン・ウォーレンの『ワールド・イナフ・アンド・タイム』（1950年）など多くの文学作品に使われることになった。ウィリアム・ギルモア・シムズはシャープの殺人とその後について3つの作品を書いた。すなわち『ビーチャム: ケンタッキーの悲劇、熱情の話』、『チャールモント』、『ビーチャム: チャールモント続編』である。チャールズ・フェノ・ホフマンによる『グレイスレア: モホークのロマンス』、シャーロット・バーンズによる『オクタビア・ブラガルディ』、ジョン・サベージによる『シビル』、トマス・ホリー・シバーズによる『コンラッドとユードラ: アロンゾの死: 1つの悲劇』と『レオニ、ベニスの孤児』は全て、シャープ殺人を取り巻く事件にある程度基づいている。

## 原註
^[a]Sources variously give the name as Anna Cooke, Anna Cook, Ann Cooke, and Ann Cook.

## 関連図書
- Beauchamp, Jereboam O. (1826). The confession of Jereboam O. Beauchamp : who was hanged at Frankfort, Ky., on the 7th day of July, 1826, for the murder of Col. Solomon P. Sharp 2008年1月10日閲覧。
- Bruce, Dickson D. (Spring 2002). “Sentimentalism and the Early American Republic: Revisiting the Kentucky Tragedy”. Mississippi Quarterly 55 (2):  185–208.
- Coleman, John Winston (1950). The Beauchamp-Sharp tragedy; an episode of Kentucky history during the middle 1820's. Frankfort, Kentucky: Roberts Print. Co
- Cooke, J.W. (April 1991). “Portrait of a Murderess: Anna Cook(e) Beauchamp”. Filson Club Historical Quarterly 65.
- Kimball, William J. (January 1974). “The "Kentucky Tragedy": Romance or Politics”. Filson Club Historical Quarterly 48.
- Beauchamp, Jereboam O. (1850). The life of Jeroboam O. Beauchamp : who was hung at Frankfort, Kentucky, for the murder of Col. Solomon P. Sharp. Frankfort, Kentucky: O'Neill & D'Unger
- Sharp, Leander J. (1827). Vindication of the Character of the Late Col. Solomon P. Sharp. Frankfort, Kentucky: Amos Kendall and Co., scanned version online, Kentucky Digital Library
- Thies, Clifford F. (2007年2月7日). “Murder and Inflation: the Kentucky Tragedy”.   Ludwig von Mises Institute. 2008年1月24日閲覧。

ビーチャム＝シャープの悲劇にヒントを得た作品
- Barnes, Charlotte (1848). Octavia Bragaldi. E.H. Butler
- Chivers, Thomas Holley (1834). Conrad and Eudora, or The Death of Alonzo
- Hoffman, Charles Fenno (1840). Greyslaer: A Romance of the Mohawk 2008年1月26日閲覧。
- Poe, Edgar Allan (1911). “Scenes from 'Politan'”. The Complete Poems of Edgar Allan Poe. Houghton Mifflin Company. pp. 40–59 2008年1月26日閲覧。
- Savage, John (1865). Sybil. J.B. Kirker
- Simms, William Gilmore (1843). Beauchampe: or The Kentucky Tragedy, A Tale of Passion. Bruce and Wyld
- Simms, William Gilmore (1885). Beauchampe: Or, The Kentucky Tragedy, a Sequel to Charlemont. Bedford, Clark 2008年1月26日閲覧。
- Simms, William Gilmore (1885). Charlemont: Or, The Pride of the Village. A Tale of Kentucky. Belford, Clark 2008年1月26日閲覧。
- Warren, Robert Penn (1950). World Enough and Time. Vintage Books. ISBN 0-394-72818-1